# Guglielmo Canevascini
Guglielmo Canevascini (* 2. Mai 1886 in Tenero-Contra; † 20. Juli 1965 in Lugano) war ein Schweizer Politiker (SP). Er war Tessiner Grossrat, Staatsrat und Schweizer Nationalrat.

## Leben
Guglielmo Canevascini wurde als Sohn des Landwirts Ferdinando, eines überzeugten Liberalen, und der Giovannina Piantoni geboren. Er war ein Autodidakt und arbeitete zunächst auf dem väterlichen Hof. Mit 19 Jahren wanderte er in die Welschschweiz und später nach Frankreich aus. 1904 trat er in die Sozialistische Partei des Kantons Tessin ein und arbeitete bei der Tageszeitung L’Aurora, danach war er Sekretär der Arbeitskammer von 1907 bis 1922. Der revolutionäre Gewerkschafter Giulio Barni beeinflusste Canevascinis politisches Bewusstsein. 1913 verursachte Canevascini die Spaltung der Partei und gründete die Tageszeitung Libera Stampa, deren Leitung er bis 1922 innehatte. Nach der Wiedervereinigung der Partei 1917 war er der unbestrittene Anführer der Tessiner Sozialisten.
Im Juni 1918 leitete er den Generalstreik in Lugano. 1913–1917, 1921–1922 und nochmals am Ende seiner politischen Karriere 1959–1963 war er Grossrat und von 1919 bis 1922 Nationalrat. Von 1922 bis 1959 war er der erste sozialistische Staatsrat des Tessins. 1940 kandidierte er ohne Erfolg als Bundesrat.
Canevascini, genannt padreterno (Gottvater), organisierte im Tessin den Kampf gegen den Faschismus und wirkte auch bei der Gründung von im Verborgenen arbeitenden Gruppen wie den Sturmabteilungen der Liberi e Svizzeri mit. Er war einer der Gründungsväter von Radio Monte Ceneri, das zu einer Stimme der Freiheit und des Antifaschismus werden sollte.

## Werke
- La crisi socialista nel cantone Ticino. Nuova biblioteca rossa, Lugano 1913.
- mit Giulio Barni: L’industria del granito e lo sviluppo economico del cantone Ticino. Nuova biblioteca rossa, Lugano 1913.
- I liberali contro il liberalesimo. 1923.
- Il lavoro umano attraverso i secoli. Istituto Editoriale Ticinese, Lugano 1942.
- Il villaggio modello: la storia di Pietro, Paolo e compagni. IET, Lugano 1943.
- Aldo Patocchi (Hrsg.): Problemi sociali del dopoguerra. Ghilda del Libro, Lugano 1945.